# Susanne Beck (Schauspielerin)
Susanne Beck (* 23. August 1947 in Hamburg) ist eine deutsche Schauspielerin, Hörspielsprecherin und Synchronsprecherin.

## Leben und berufliche Entwicklung
Die Tochter des Schauspielers Horst Beck gastierte nach der Schauspielschule unter anderem am Ernst-Deutsch-Theater, wo sie in Thornton Wilders Unsere kleine Stadt und Frederick Knotts Warte, bis es dunkel ist zu sehen war. Das T(h)eater in der Briennerstraße in München und die Komödie im Marquardt waren weitere Stationen ihres Werdegangs.
Ihr Fernsehdebüt gab sie 1966 in Zwei wie wir … und die Eltern wissen von nichts. In der Folge spielte sie vor allem Gastrollen in Fernsehserien wie Das Traumschiff, Notarztwagen 7 und Der Alte sowie mehreren Folgen von Tatort und Derrick. Bekanntheit erlangte sie vor allem in der NDR-Kindersendung Plumpaquatsch als geduldige (Ko-)Moderatorin neben einer Wassermann-Handpuppe. Von 1972 bis 1975 wurden 75 Folgen Plumpaquatsch produziert und gesendet, dazu kamen zwölf Wiederholungen im Jahr 1978.
Beck ist seit 1990 mit dem PR-Manager eines großen japanischen Unternehmens verheiratet und seitdem nur noch selten als Fernsehschauspielerin aktiv. Ihre letzte Rolle war 2003 ein Gastauftritt in der Serie Küstenwache.

## Hörspiele  (Auswahl)
- 1980: Alfred Bester: Nach null – Regie: Andreas Weber-Schäfer

## Filmografie (Auswahl)
- 1966: Zwei wie wir … und die Eltern wissen von nichts
- 1967: Dreizehn Briefe (Fernsehserie, 1 Folge)
- 1967: Tragödie in einer Wohnwagenstadt (Fernsehfilm)
- 1967: Ein Fall für Titus Bunge (Fernsehserie, 1 Folge)
- 1968: Drei Frauen im Haus (Fernsehserie, 1 Folge)
- 1968: Zirkus meines Lebens (Fernsehserie, 13 Folgen)
- 1969: Das tickende Herz (Fernsehfilm)
- 1969: Der Prozeß beginnt (Fernsehfilm)
- 1970: Meine Tochter – Unser Fräulein Doktor (Fernsehserie, 13 Folgen)
- 1970: Auftrag Mord! (Fernsehfilm)
- 1970: Merkwürdige Geschichten (Fernsehserie, Folge 4: Überirdische Melodie)
- 1970: Die Prüfung (Fernsehfilm)
- 1971: Sparks in Neu-Grönland (Fernsehfilm)
- 1971: Arsène Lupin, der Meisterdieb (Fernsehserie, 1 Folge)
- 1971: Dem Täter auf der Spur (Fernsehserie, 1 Folge)
- 1971: Besuch der Tochter (Fernsehfilm)
- 1972: Jörn Drescher – 19 Jahre (Fernsehserie, 1 Folge)
- 1972: Die reißenden Wasser von Velaba (Fernsehserie)
- 1972: Im Auftrag von Madame (Fernsehserie, 1 Folge)
- 1972: Sonderdezernat K1 (Fernsehserie, 1 Folge)
- 1972–1975: Plumpaquatsch (Fernsehserie)
- 1972–1978: Wir warten auf’s Christkind (Fernsehserie, 2 Folgen)
- 1973: Gabriel (Fernsehfilm)
- 1973: Polizeistation (Fernsehserie, 8 Folgen)
- 1973: Hamburg Transit (Fernsehserie, Folge: Zwölf Wochen umsonst)
- 1974: Drei Männer im Schnee
- 1974: Eine geschiedene Frau (Fernsehserie, 2 Folgen)
- 1974: Der Herr Kottnik (Fernsehserie, 10 Folgen)
- 1975: Gestern gelesen (Fernsehserie, 1 Folge)
- 1975: Bitte keine Polizei (Fernsehserie, 13 Folgen)
- 1976: Freiwillige Feuerwehr (Fernsehserie, 5 Folgen)
- 1976: Der Anwalt (Fernsehserie, 13 Folgen)
- 1976: Aus nichtigem Anlaß (Fernsehfilm)
- 1976: Lokalseite unten links (Fernsehserie, 1 Folge)
- 1976: Tatort: Zwei Leben
- 1977: Alles schon mal dagewesen (Fernsehserie, mehrere Folgen)
- 1977: Notarztwagen 7 (Fernsehserie, Folge 6: Die Pleite muss gefeiert werden)
- 1977: Die kluge Bauerntochter (Kurzfilm)
- 1977–1982: Derrick (Fernsehserie, 3 Folgen)
- 1978: Ein Hut von ganz spezieller Art (Fernsehfilm)
- 1978: Tatort: Rechnung mit einer Unbekannten (Fernsehreihe)
- 1978: Emm wie Meikel (Fernsehserie, 1 Folge)
- 1978: Die seltsamen Begegnungen des Prof. Tarantoga (Fernsehfilm)
- 1979: Union der festen Hand (Fernsehserie, 2 Folgen)
- 1980: Der Alte (Fernsehserie, Folge: Sportpalastwalzer)
- 1980: Achtung Zoll! (Fernsehserie, 4 Folgen)
- 1981: Polizeiinspektion 1 (Fernsehserie, Folge: Urlaubsfreuden)
- 1982: Zwei alte Hasen entdecken Neues (Fernsehserie)
- 1983: Unsere schönsten Jahre (Fernsehserie, 1 Folge)
- 1983: Das Traumschiff (Fernsehserie)
- 1983: Wie würden Sie entscheiden? (Fernsehserie, 1 Folge)
- 1984: Der Androjäger (Fernsehserie, 1 Folge)
- 1984: Helga und die Nordlichter (Fernsehserie, 6 Folgen)
- 1984: Die schöne Wilhelmine (Fernsehserie)
- 1984: Turf – Fast unmögliche Geschichten (Fernsehserie)
- 1984: Abgehört (Fernsehfilm)
- 1984: Tiere und Menschen (Fernsehserie)
- 1985: … Erbin sein – dagegen sehr (Fernsehserie, 11 Folgen)
- 1984: Ein Fall für TKKG (Fernsehserie, 1 Folge)
- 1985: Eigener Herd ist Goldes wert
- 1987: Sturmflut (Fernsehfilm)
- 1988: Die Schwarzwaldklinik (Fernsehserie, 1 Folge)
- 1988: Berliner Weiße mit Schuß (Fernsehserie, 1 Folge)
- 1989: Die Männer vom K3 (Fernsehserie, 1 Folge)
- 1989: Europa, abends
- 1992: Peter Strohm (Fernsehserie, 1 Folge)
- 1995: Immenhof (Fernsehserie, 1 Folge)
- 2004: Küstenwache (Fernsehserie, Folge: Das große Geld)